# 山梨県道708号富士河口湖笛吹線

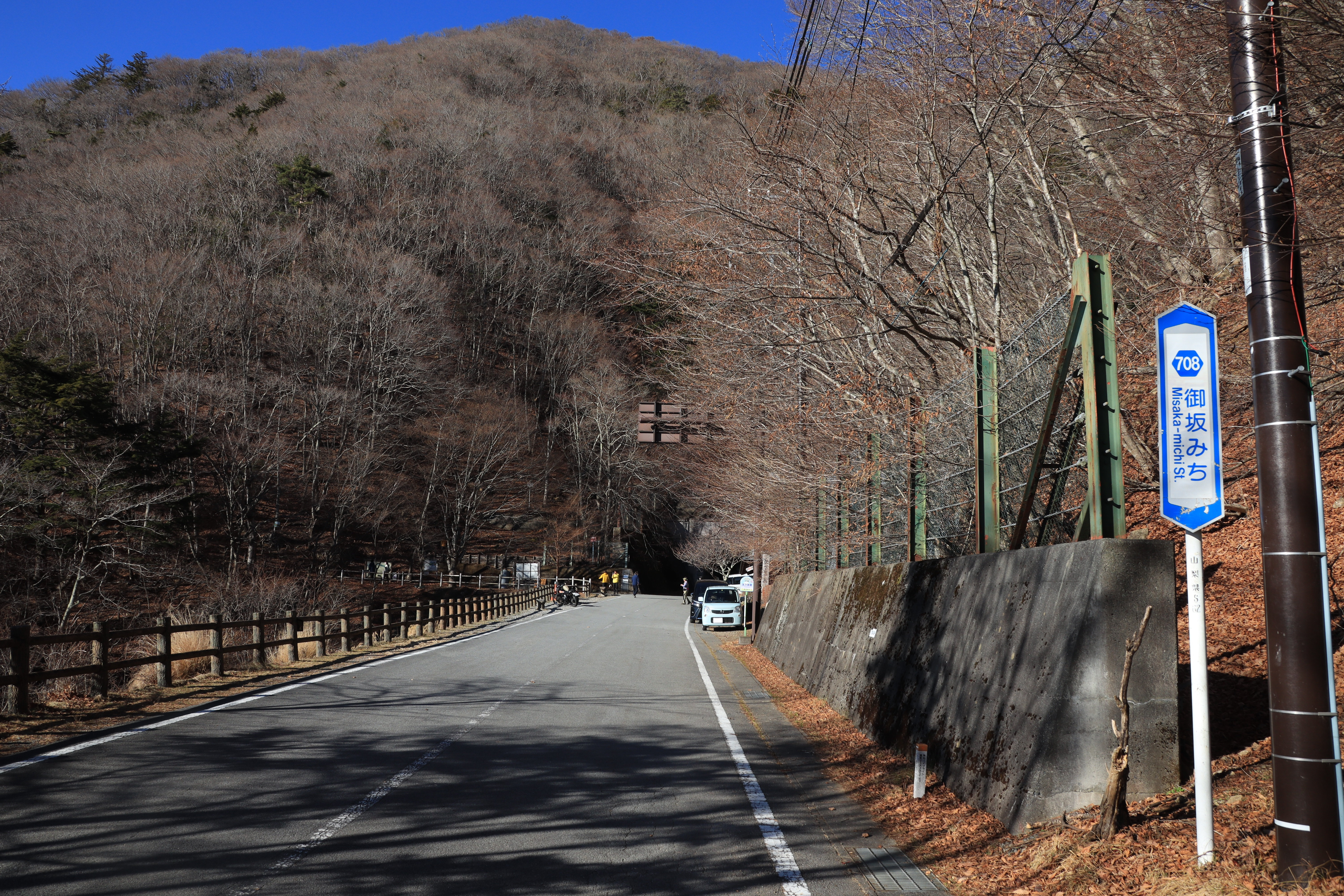
山梨県道708号富士河口湖笛吹線の御坂隧道（旧御坂トンネル）の南口付近、山梨県南都留郡富士河口湖町にて

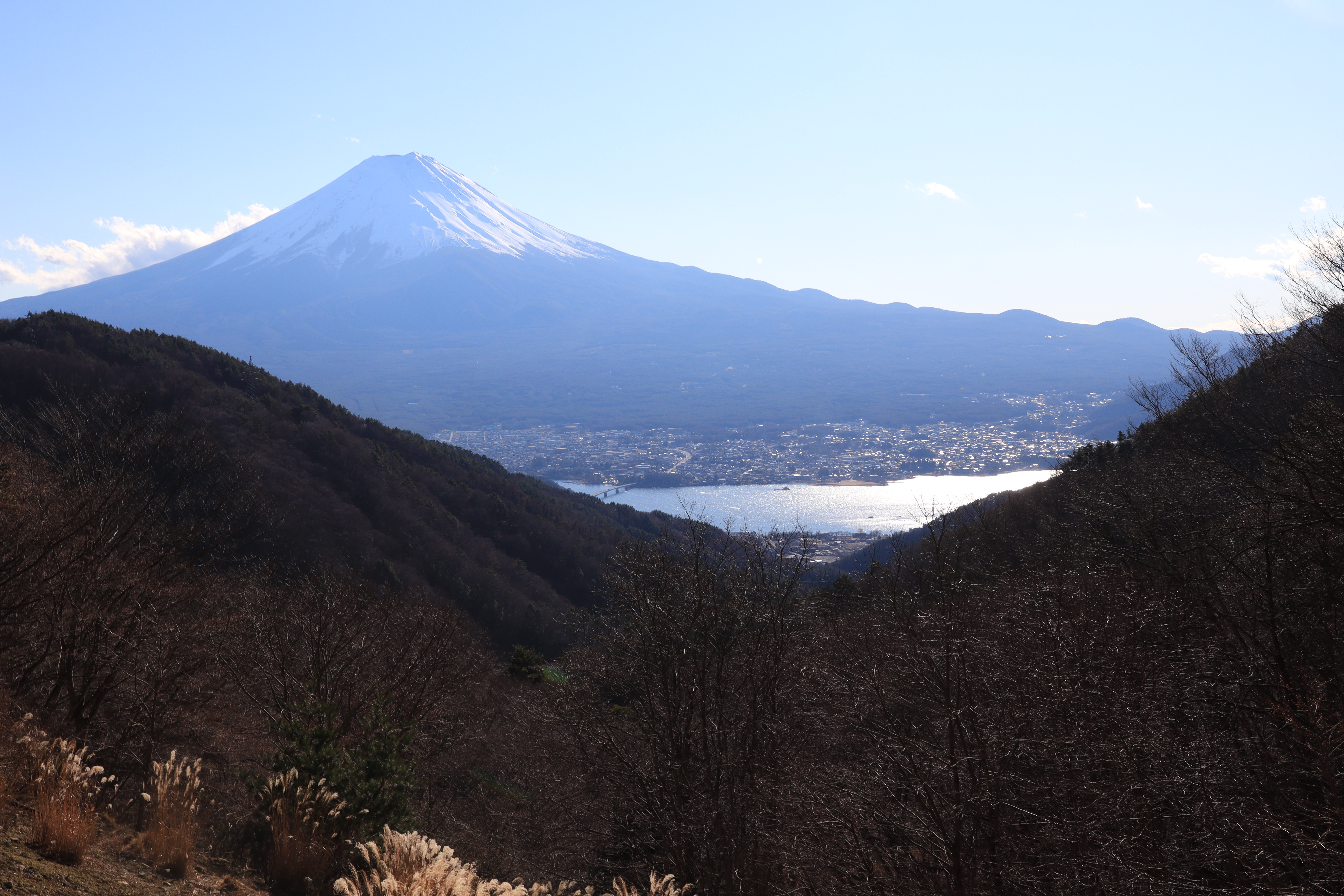
沿線の天下茶屋から望む河口湖と富士山

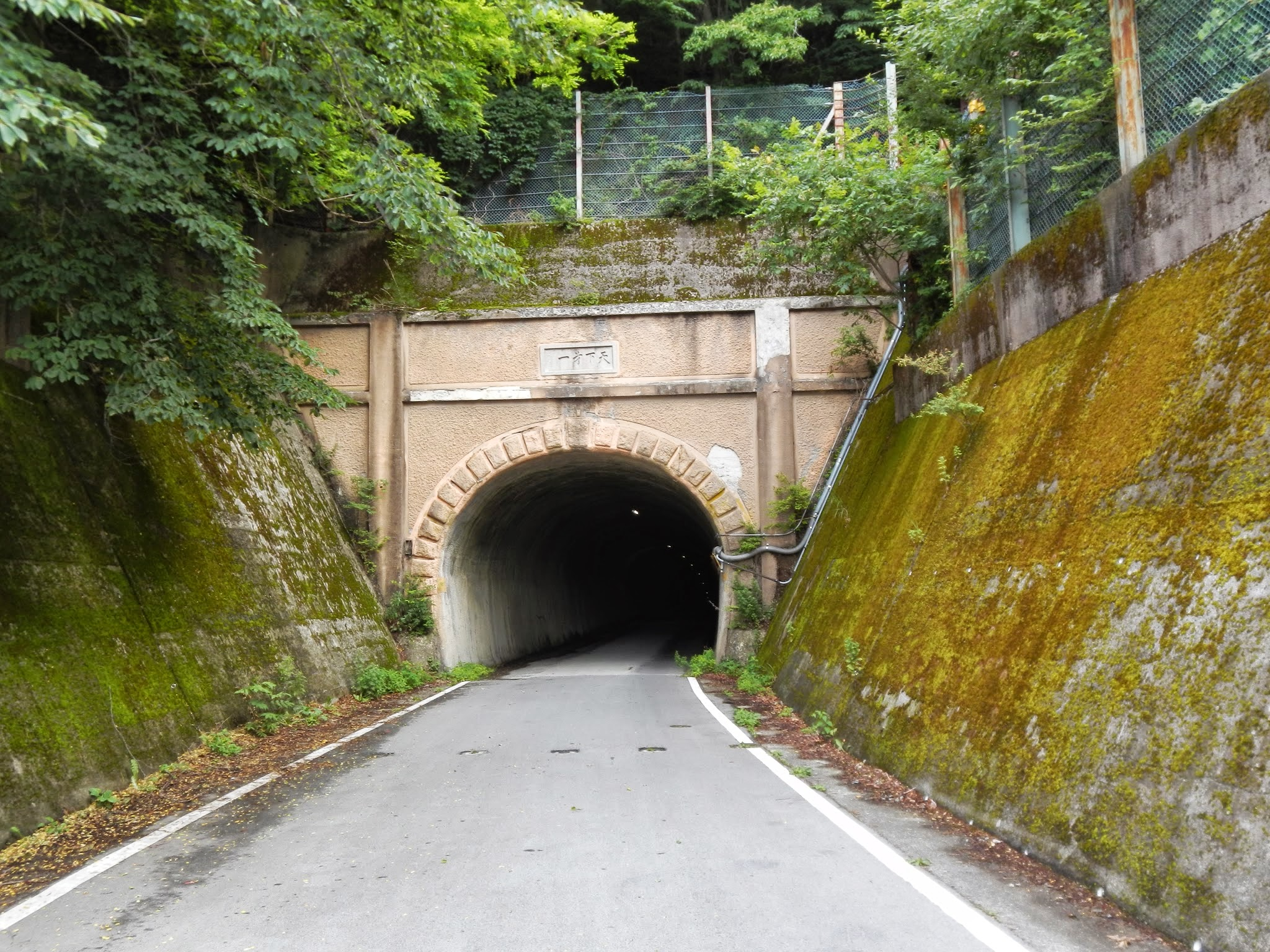
御坂トンネル（富士河口湖町側）

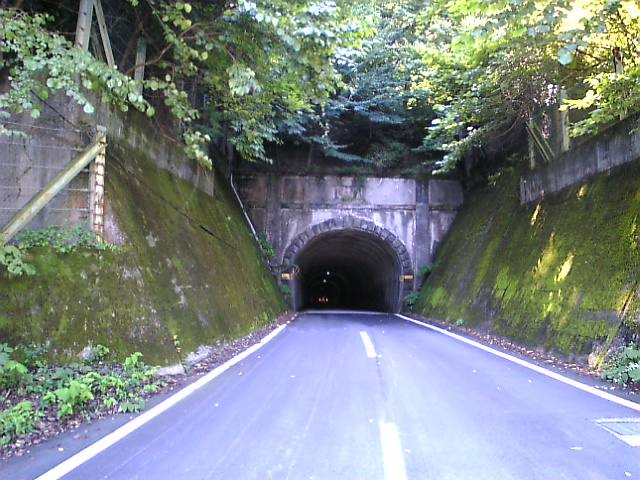
御坂トンネル（笛吹市側）

山梨県道708号富士河口湖笛吹線（やまなしけんどう708ごう ふじかわぐちこふえふきせん）は、山梨県南都留郡富士河口湖町から同県笛吹市に至る一般県道である。

## 概要
甲府盆地と河口湖を結ぶ国道137号新御坂トンネルの東側に位置し、1967年（昭和42年）に開通した新御坂トンネル有料道路が、1994年（平成6年）11月20日に無料開放されるまでは国道137号の旧道であった。起点・終点とも国道137号から分岐する道路の延長は約12 kmあり、曲がりくねった山岳道路が御坂峠の御坂隧道（国の登録有形文化財）まで続き、御坂峠を経て御坂山地を越える。御坂隧道は全長396 mのトンネルで、富士河口湖側の出口付近に太宰治も滞在したことがあるという天下茶屋がある。冬季は閉鎖されるため、例年12月上旬から4月下旬までの期間は通行することができない。

### 路線データ
- 起点：山梨県南都留郡富士河口湖町河口（国道137号交点）

- 終点：山梨県笛吹市御坂町藤野木（国道137号交点）

## 地理

### 通過する自治体
- 山梨県
  - 南都留郡富士河口湖町 - 笛吹市

### 交差する道路

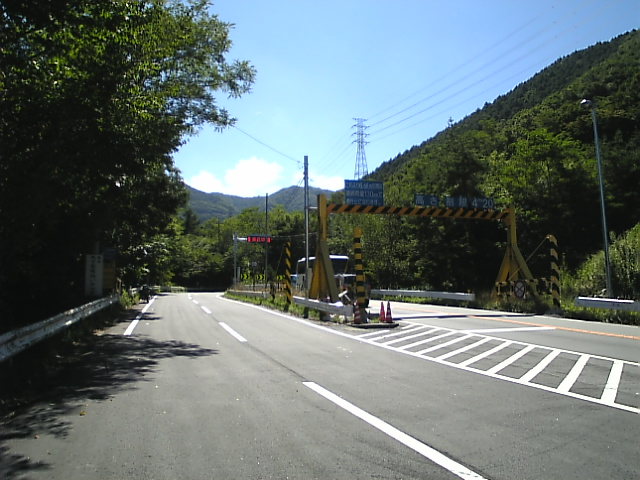
国道137号（右）との分岐

- 国道137号（起点・終点）